# Альтхаус, Дитер
Дитер Альтхаус (нем. Dieter Althaus; род. 29 июня 1958, Хайлигенштадт, ГДР) — государственный и политический деятель Германии. Член Христианско-демократического союза (ХДС). Занимал должность премьер-министра Тюрингии с 2003 по 2009 год. С 2003 по 2004 год был председателем Бундесрата.

## Биография
С 1983 по 1989 год работал учителем физики и математики в Политехнической средней школе в Гайсмаре, где затем стал заместителем директора в 1987 году.
С 1985 года стал членом Христианско-демократического союза в ГДР, которая трансформировалась из сторонника правящей в ГДР Социалистической единой партии Германии в соратники одноименной западногерманской партии, с которой она объединилась в 1990 году, вскоре после воссоединения Германии. В 2000 году стал председателем Христианско-демократического союза в Тюрингии. С 1990 года является членом ландтага Тюрингии.
В 1992 году стал членом правительства Бернхарда Фогеля в должности государственного министра по делам культуры и образования.
5 июня 2003 года был избран премьер-министром Тюрингии, сменив Бернхарда Фогеля, который ушёл в отставку по возрасту. Будучи в должности премьер-министра Тюрингии занимал должность председателя Бундесрата с 2003 по 2004 год. Также был частью команды ХДС/ХСС на переговорах с СДПГ о коалиционном соглашении после парламентских выборов 2005 года, которые проложили путь к формированию первого правительства канцлера Ангелы Меркель.
После выборов в Тюрингии в 2009 году, когда ХДС перешел от правительства абсолютного большинства к тому, чтобы даже не иметь достаточно мест для формирования коалиции большинства со Свободной демократической партии, Дитер Альтхаус подал в отставку с поста премьер-министра и председателя ХДС в Тюрингии.
В 2022 году был назначен партией ХДС делегатом Федерального собрания с целью избрания президента Германии.

## Политические взгляды
В 2006 году высказался в пользу безусловного базового дохода.

## Прочая деятельность
- Член Центрального комитета немецких католиков[7];
- Член правления Gegen Vergessen – Für Demokratie[8].

## Личная жизнь

### Несчастный случай
1 января 2009 года стал участником столкновения на лыжах в Штирии (Австрия), в результате чего он получил серьезные травмы. Дитер Альтхаус спускался на лыжах по профессиональной трассе, но затем переместился на пологий склон в противоположном направлении, в результате чего он и 41-летняя гражданка Словакии столкнулись. Впоследствии от полученных травм женщина скончалась. Дитер Альтхаус надел защитный шлем, а женщина была без него. В результате он был признан виновным причинении смерти по неосторожности и оштрафован на сумму 33 300 евро.

### Семья
Женат на Катарине и имеет двоих детей.